# United at Gettysburg
United at Gettysburg è un cortometraggio muto del 1913 interpretato e diretto da Frank Smith.

## Produzione
Il film fu prodotto da Carl Laemmle per l'Independent Moving Pictures Co. of America (IMP).

## Distribuzione
Distribuito dall'Universal Film Manufacturing Company, il film - un cortometraggio in una bobina - uscì nelle sale cinematografiche USA il 4 agosto 1913.